# 圣旺多尼斯
圣旺多尼斯（法語：Saint-Ouen-d'Aunis，法語發音：[sɛ̃.t‿wɛ̃ doni(s)]，意为“欧尼斯的圣旺”）是法国滨海夏朗德省的一个市镇，位于该省西北部，属于拉罗谢尔区。

## 地理
圣旺多尼斯（46°13'33"N, 1°2'7"W）面积8.82 平方千米，位于法国新阿基坦大区滨海夏朗德省，该省份为法国西部滨海省份，北起旺代省，西临大西洋，南至吉倫特省，东南接多爾多涅省，东北接德塞夫勒省接壤，东临夏朗德省。
与圣旺多尼斯接壤的市镇（或旧市镇、城区）包括：昂迪伊、隆热沃、圣苏勒、圣桑德尔、韦里讷、维勒杜。

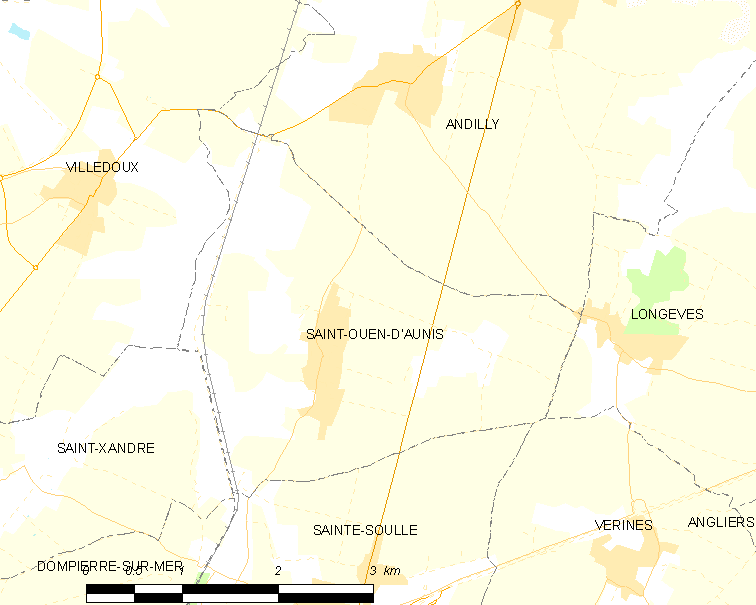
圣旺多尼斯的OSM定位图

圣旺多尼斯的时区为UTC+01:00、UTC+02:00（夏令时）。

## 行政
圣旺多尼斯的邮政编码为17230，INSEE市镇编码为17376。

## 政治
圣旺多尼斯所属的省级选区为马朗县。

## 人口

1962-2008年间圣旺多尼斯人口变化图示

圣旺多尼斯于2022年1月1日时的人口数量为2133人。